# Naz Demirkılıç
Naz Demirkılıç est une ancienne joueuse de volley-ball turque née le 6 mars 1991 à Ankara. Elle mesure 1,84 m et jouait au poste de passeuse. 

## Clubs
| Club                  | De        | À         |
| --------------------- | --------- | --------- |
| TED Ankara Kolejliler | 2005-2006 | 2006-2007 |
| İller Bankası Ankara  | 2007-2008 | 2007-2008 |
| TED Ankara Kolejliler | 2008-2009 | 2010-2011 |